# Борго Сколине (Ферара)
Борго Сколине (итал. Borgo Scoline) је насеље у Италији у округу Ферара, региону Емилија-Ромања.
Према процени из 2011. у насељу је живело 204 становника. Насеље се налази на надморској висини од 13 м.